# Mahmut Özen
Mahmut Özen, född 1 september 1988 i Tarsus i Turkiet, är en svensk fotbollsspelare som spelar för United IK Nordic i Ettan norra.

## Karriär
Özens moderklubb är Stafsinge IF. Han bodde i Falkenberg och spelade därefter för Varbergs BoIS i Division 1 Södra. Inför säsongen 2012 värvades han till den allsvenska klubben Mjällby AIF.
I december 2013 skrev han på ett fyraårskontrakt med Malmö FF men efter ett halvår i MFF lånades han ut till den turkiska klubben Kayseri Erciyesspor.
Den 13 Mars 2017 blev det klart att han lämnade Turkiet och flyttade hem till hans hemstad Falkenberg för att spela för Falkenbergs FF. Inför säsongen 2018 förlängdes kontraktet över 2019. I december 2018 förlängde Özen sitt kontrakt med två år. Falkenberg blev under säsongen 2021 nedflyttade till Division 1 och Özen lämnade därefter klubben.
Från och med 2022 representerar Özen United IK Nordic.